# Итальянско-косовские отношения
Итальянско-косовские отношения — двусторонние дипломатические отношения между Итальянской Республикой и частично признанным государством Республикой Косово. Парламент Косова в одностороннем порядке провозгласил независимость республики от Сербии 17 февраля 2008 года. Италия признала независимость Косова 21 февраля 2008 года.
Итальянская Республика открыла посольство в Приштине 15 мая 2008 года. Республика Косово, в свою очередь, намеревается открыть дипломатическое представительство в Риме.

## Военная поддержка
Италия участвовала в бомбардировке Югославии силами НАТО в 1999 году, результатом которой стало учреждение Миссии ООН в Косове, а затем и провозглашение независимости от Сербии. В настоящее время насчитывает 1935 итальянских военнослужащих, находящихся в регионе в качестве миротворцев в составе возглавляемой НАТО организации «Силы для Косова» (KFOR). Первоначально в KFOR насчитывалось 5000 итальянских военнослужащих. Карло Кабиджиосу являлся командующим KFOR с 16 октября 2000 года по 6 апреля 2001 года, Фабио Мини — с 4 октября 2002 года по 3 октября 2003 года, Джузеппе Валотто — с 1 сентября 2005 года по 1 сентября 2006 года.
Кроме того, Италия направила в регион 600 солдат в качестве миротворцев в ЕВЛЕКС, Полицейскую, гражданскую и юридическую миссия Европейского союза в Косове.